# Alar Streimann

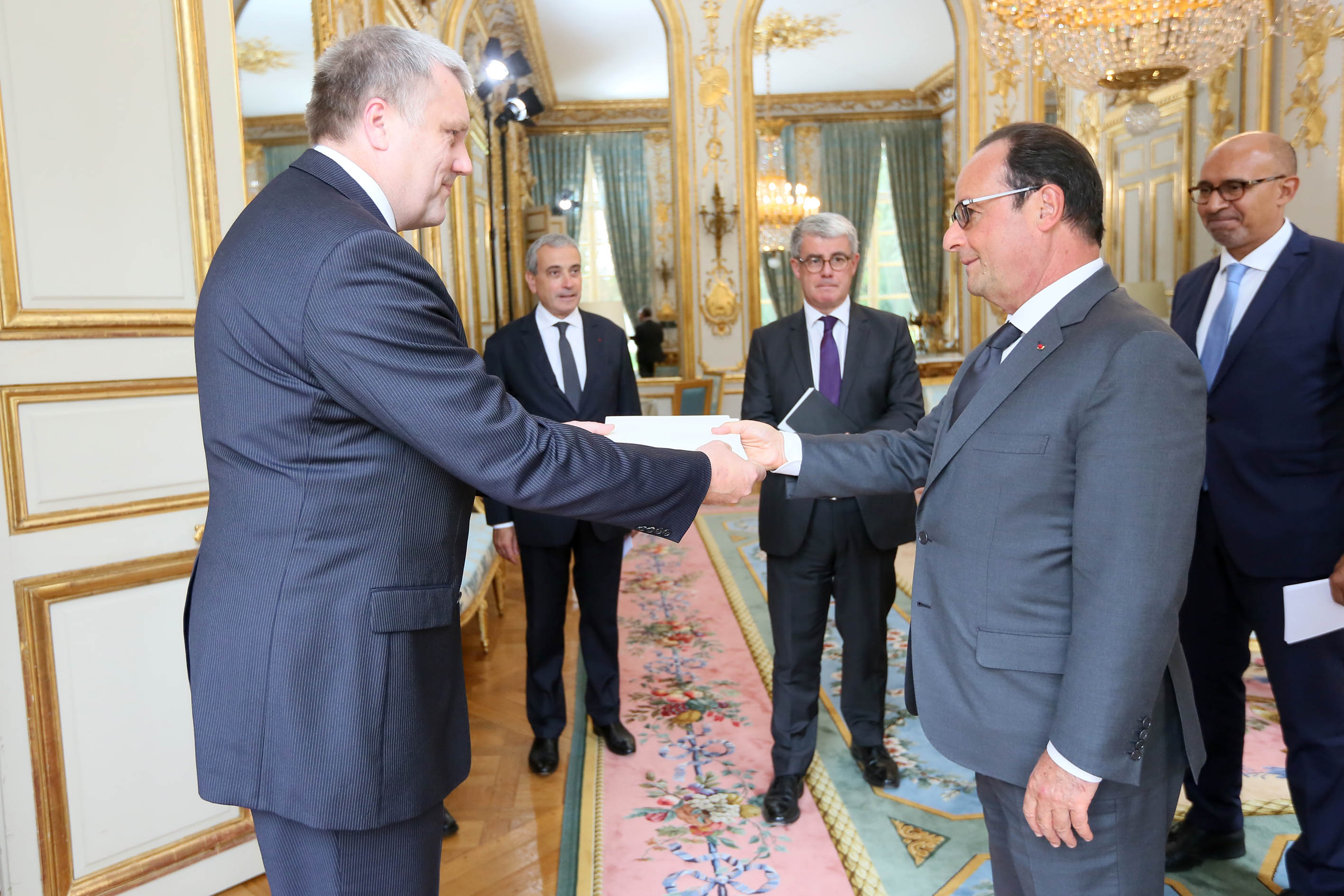
Botschafter Alar Streimann (links) mit dem französischen Staatspräsidenten François Hollande (2015)

Alar Streimann (* 26. Februar 1964 in Rakvere) ist ein estnischer Diplomat. Von 2019 bis 2023 war er Botschafter der Republik Estland in Berlin.

## Leben und Diplomatie
Alar Streimann schloss 1989 sein Anglistik-Studium an der Universität Tartu ab. 1989/1990 war er zunächst in der Privatwirtschaft tätig.
Mit Wiedererlangung der estnischen Unabhängigkeit trat er 1991 in den diplomatischen Dienst seines Landes ein. Sein erster Posten war in der Wirtschaftsabteilung des estnischen Außenministeriums in Tallinn. Von 1993 bis 1996 war Streimann Botschaftsrat für Wirtschaftsfragen an der estnischen Vertretung in Stockholm. 1996 wurde er Generaldirektor der Abteilung für Wirtschaftspolitik im estnischen Außenministerium.
Von 1997 bis 2003 war er Staatssekretär für Europäische Integration und ab 1998 Stellvertretender Leiter der estnischen Delegation für die Beitrittsverhandlungen mit der Europäischen Union und estnischer Chefunterhändler für die Beitrittsgespräche. Zum 1. Mai 2004 trat die Republik Estland der Europäischen Union bei.
Von 2003 bis 2006 war Botschafter Streimann der Ständige Vertreter der Republik Estland beim Europarat in Straßburg. Von 2007 bis 2010 war er estnischer Botschafter in Stockholm. 2011 wurde er Staatssekretär (kantsler) im estnischen Außenministerium. Er hatte das Amt bis 2015 inne. Von 2015 bis 2019 war Streimann estnischer Botschafter in Paris.
Ab Herbst 2019 war Alar Streimann Botschafter der Republik Estland in Berlin. Am 11. September 2019 überreichte er Bundespräsident Frank-Walter Steinmeier sein Beglaubigungsschreiben. 2023 folgte ihm in diesem Amt Marika Linntam nach.

## Privatleben
Alar Streimann ist mit Marika Streimann verheiratet. Er hat drei erwachsene Kinder.